# Història de la cervesa

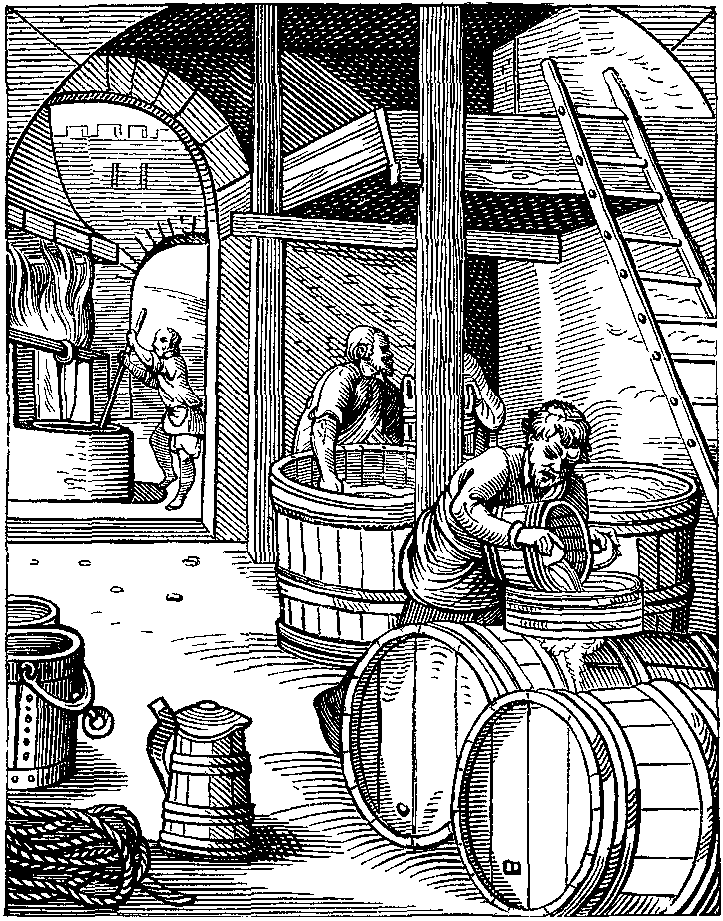
Una fàbrica de cervesa dibuixada per Jost Amman a Alemanya el 1568

## Els orígens de la cervesa
Les diferents fonts d'informació difereixen en quin ha estat el veritable origen de la cervesa. Els arqueòlegs han determinat que el seu origen data de 6.000 anys d'antiguitat o, cosa que és el mateix, que es coneix des de 4000 aC. Com en la majoria de descobriments, la primera cervesa va ser fabricada de manera accidental i casual de mà del poble sumeri, quan intentaven fabricar pa. Els grans de blat van germinar, a conseqüència de l'oblit, i el resultat va ser que el que en teoria havia de ser pa s'havia dividit en una barreja heterogènia: d'una banda la matèria sòlida i per l'altra la líquida. A partir d'aquí es va començar a fabricar la cervesa, ja que la part líquida de la barreja tenia un gust agradable.
Altres veus indiquen que la cervesa és fruit de la necessitat dels primers agricultors a guardar el gra, i que aquests van ser els que es van adonar que la combinació de diferents tipus de gra molts, posats en algun recipient i exposats a un temperatura ambient, fermentaven.
En haver tastat i haver-los agradat el producte resultant dels grans fermentats, senzillament, van afegir-hi aigua per tal de poder-ho beure amb més comoditat.
Malgrat que l'origen de la cervesa correspon segurament al poble sumeri, com prova l'himne dedicat a Ninkasi, els egipcis van arribar a considerar-la seva. De fet, a Egipte la cervesa era coneguda amb el nom de Buza i també de Zythum; i juntament amb el pa, aquests dos aliments eren anomenats «Els dos nous ulls». A Egipte va ser considerada com una beguda dels déus i nacional, en tant que per alguns la cervesa va ser un dels presents amb els quals la deessa Isis va voler ajudar a la humanitat i per altres va ser inventada pel déu Osiris. Els egipcis van introduir nous ingredients per tal de millorar-ne el color i l'aroma; de manera que van descobrir primerament la malta, i després li afegiren safrà, mel, gingebre i comí. L'origen, però, del nom de la cervesa tal com la podem escoltar a la gent avui en dia prové del llatí clàssic, ja que, òbviament, en l'època romana ja coneixien aquesta popular beguda. En llatí, el nom també tenia quelcom a veure amb divinitats; en honor de la seva deessa de l'agricultura, Ceres, la cervesa va rebre el nom de «cervisia» o «cerevisia». Tot i que el nom prové del llatí i aquest és en honor d'un déu, el poble romà i grec no tenia gaire bona consideració per la gent que bevia cervesa, donat que aquesta beguda era presa per la gent del poble. Ben al contrari, als pobles del nord d'Europa, la cervesa era utilitzada per celebrar les festes familiars, les festes religioses i sobretot, també significava el triomf sobre els seus enemics.
De totes maneres, ja a l'antiguitat es podien diferenciar dos tipus de cerveses basant-se en el color: la rogenca i la clara; tot depenia del cereal utilitzat. Una tenia un gust fluix i dolç mentre que l'altra tenia una textura i gust més fort. Tot i que es parla de diferents característiques, no ens podem fer il·lusions, perquè aquestes distaven molt de les actuals, en aquelles antigues cerveses el gust era més dolç, la cervesa era més espessa i nutritiva, sense escuma i tenia impureses; de manera que es bevia amb una canya especialment dissenyada amb un filtre. També cal destacar que la cervesa era una beguda popular, que era beguda tant per nens, per joves, com per adults; per la qual cosa fa pensar que la graduació alcohòlica no era excessiva.
Normalment, es diu que la introducció de la cervesa a Espanya no és fins al segle xvi, és a dir, que és deguda a l'emperador Carles V d'Alemanya i I d'Espanya; ja que després d'abdicar al tron va decidir traslladar-se a Espanya i instal·lar-hi una fàbrica situada al monestir de Yuste, a Extremadura. Actualment hi ha una cervesa que duu el seu nom, és una cervesa especial de color de bronze, una escuma d'un color lleugerament torrat i un sabor acaramel·lat.
Tot i que la majoria de gent segurament atribuiria la cervesa més antiga d'Europa als alemanys o a algun país del nord, no és així: les restes més antigues d'aquesta beguda s'han localitzat a l'antic poblat de Genó (actual poble d'Aitona, situat a la província de Lleida), analitzant la sedimentació de la cervesa se l'ha arribat a datar en un període situat entre 1100 i 1000 aC; i, per tant, a quasi 500 anys de diferència respecte a les elaboracions alemanyes. No se sap per quin motiu, però, aquest poblat de Catalunya va ser calcinat, per la qual cosa s'ha pogut determinar que la cervesa fabricada en aquella època conté una composició molt similar a l'actual.
Per tal d'evolucionar i millorar el gust i l'anomenat cos de la cervesa, a la composició inicial s'hi van anar introduint diferents plantes i altres. Fa 3.100 anys, al poblat de Genó, ja s'havien incorporat els efectes de determinades plantes aromàtiques; però no va ser fins al segle xiii que no es va introduir un ingredient que encara ara s'utilitza. El llúpol va ser afegit a la barreja inicial perquè donava gust i aroma a la beguda, i amb les seves propietats antisèptiques es va descobrir que també donaven estabilitat.

## L'edat mitjana
A l'edat mitjana la cervesa va caure en mans dels monjos, fins i tot tenien denominació pròpia d'origen i la cervesa que fabricaven rebia el nom de «cerevisa monacorum». Per tal de conservar la seva denominació d'origen el secret de fabricació era molt ben guardat per cada frare apotecari; el secret sobre com van aconseguir millorar el gust, l'aspecte i l'aroma de la beguda.
Entre els segles xiv i xvi s'acosta un gran canvi: és llavors quan comencen a haver-hi les primeres grans factories cerveseres, d'entre les quals destaquen la d'Hamburg i Zirtau, ambdues situades a Alemanya. A més a més, al ducat de Baviera, a finals del segle xv es duu a terme una altra innovació en el camp cerveser: el duc Guillem IV de Baviera va decretar la primera llei de puresa de la cervesa al seu ducat, en la qual assegurava la qualitat de l'ordi, l'aigua, el llúpol i el llevat emprats en la seva fabricació. A poc a poc, aquest decret va expandir-se a tot l'espai alemany.

## L'època daurada de la cervesa
Cal dir també que l'època daurada de la cervesa comença a partir de finals del segle xviii, que va ser quan un canvi molt important s'estava realitzant. A Anglaterra aquest mateix segle s'inicià la Revolució Industrial i van començar a aparèixer les primeres màquines entre els segles xviii i xix. És a dir, que la tecnologia que aportava l'aparició de les màquines de vapor va ser utilitzada per a la indústria cervesera, que va permetre la producció massiva, que implicava una major producció. Durant aproximadament les mateixes dates, també va haver-hi un nou descobriment: es va trobar la manera de fer la fabricació en fred.
L'època daurada culmina quan el químic Louis Pasteur, durant l'últim terç del segle xix, realitza unes valuoses troballes sobre la fermentació. Pasteur va començar a examinar i a preguntar-se sobre com era que l'alcohol es contaminava amb substàncies no desitjables durant la fermentació, i no va trigar gaire a descobrir, que per cada tipus de fermentació hi havia lligada l'existència d'un determinat microorganisme o un altre. I aquest, és també, l'inici de l'aparició de la microbiologia.

## La cervesa en l'actualitat
Durant aquests darrers anys s'ha anat buscant maneres de poder fer més ràpid el procés de fermentació, d'accelerar-lo. Però aquesta recerca no s'ha creat del no res, des de quasi els seus inicis la humanitat ha intentat buscar la manera d'accelerar-ho, com s'acaba de dir, es va descobrir el llevat, que ja va aconseguir accelerar una mica el procés.
Ara, empreses com VTT Biotecnologia estan intentant trobar l'enzim que permeti accelerar encara més aquesta fabricació. Aquesta empresa ha estat responsable de reduir el període de maduració de la cervesa que, en principi, és d'entre 2 i 4 setmanes; fins a un període de dues hores. I és que han descobert que durant la maduració d'aquesta beguda, el gust mantegós que té, va desapareixent a mesura que passa el temps; de manera que se les van enginyar per trobar un mètode eficient: separant els passos de la maduració. AQUEST PARÀGRAF ÉS TENDENCIÓS I PUBLICITARI.

## La indústria cervesera a Catalunya i a Espanya

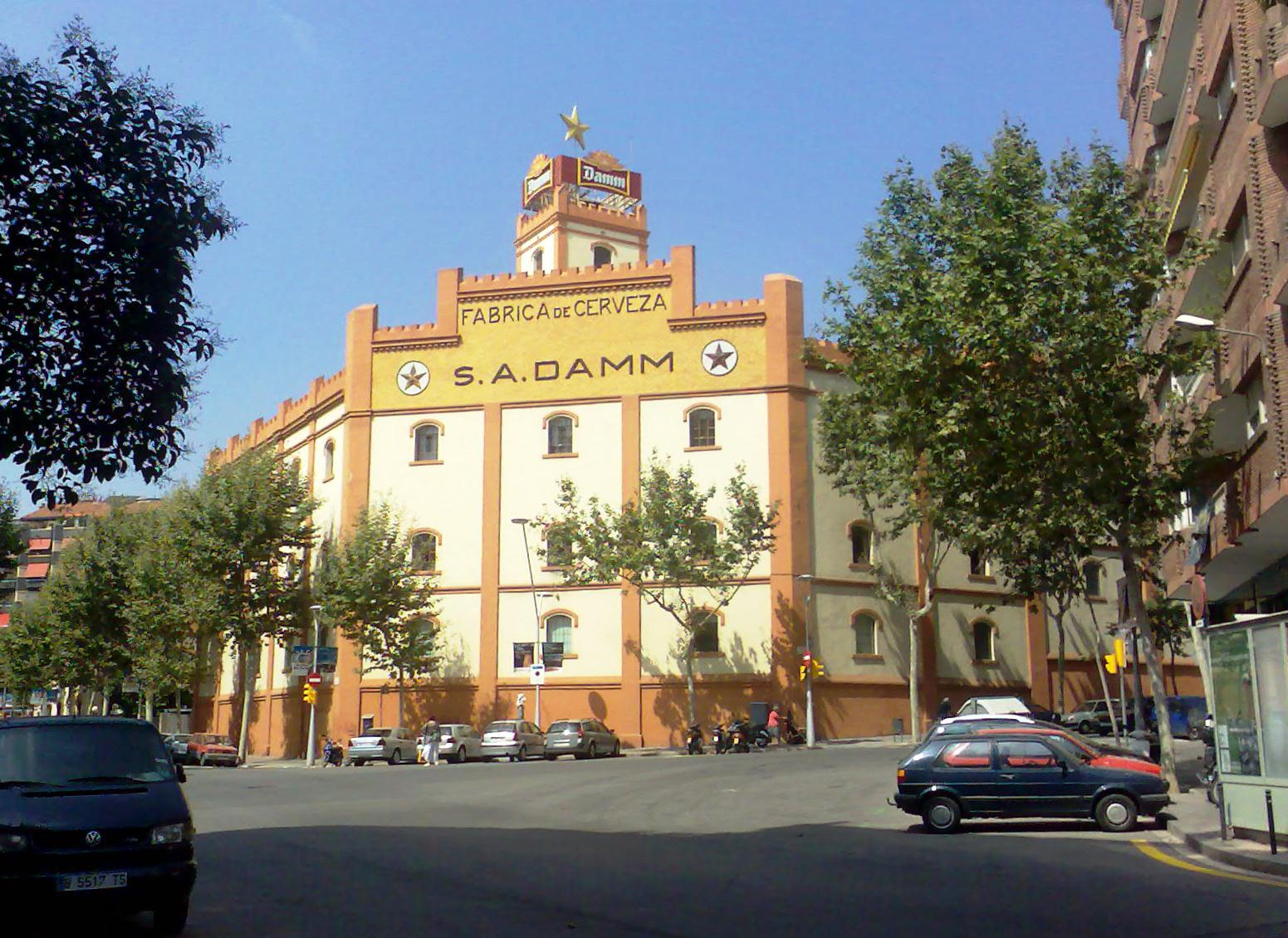
Fàbrica Damm al carrer del Roselló de Barcelona, inaugurada el 1905

Quant a la presència de la cervesa a Catalunya, l'any 1806 es va obrir el primer establiment a Barcelona, de la mà de Felip Costa, i l'any 1819 el de la vidua Peter. L'any 1856 va aparèixer la primera companyia cervesera industrial d'Espanya, la barcelonina Moritz, fundada per Louis Moritz, que produïa cervesa a diversos locals fins que l'any 1864 va construir una gran fàbrica al carrer de Casanova cantonada amb la ronda de Sant Antoni. Fou una de les primeres construccions de l'Eixample, fora de la muralla.
Una altra empresa catalana és Damm. Els alsacians August Kuentzmann Damm i el seu cosí i mestre Joseph Damm s'instal·laren a la ciutat de Barcelona, i el 1876 van obrir una fàbrica de cervesa al número 27 del carrer de Viladomat. També van ser fundadors de la cerveseria Cambrinus situada a la Rambla. L'any 1905 inauguraren la fàbrica de cerveses La Bohemia al carrer del Rosselló de Barcelona al barri de l'Eixample i el 1910 es constitueix la S. A. Damm i la fàbrica del carrer del Roselló passa a ser la factoria principal.
Més tard, aproximadament el 1900, neixen les grans companyies cerveseres espanyoles: Mahou és de 1890; El Águila és del mateix 1900, La Cruz del Campo (Cruzcampo) és del 1904.
Durant el segle xx, i més concretament la dècada dels seixanta, el consum de la cervesa va augmentar fins a arribar a ser una de les begudes més consumides a Catalunya i a Espanya. Ara bé, cal dir que en els darrers sis anys el consum en el conjunt de l'Estat espanyol ha disminuït davant el creixement que portava. Actualment, tan sols es consumeixen 64,75 dm³ a l'any, cosa que suposa set litres menys que fa sis anys. Tanmateix, l'alça del consum a partir dels 60 i 70 també es fa palès en el fet que, cap a l'any 1977 a l'Estat espanyol tan sols es consumien 52,1 dm³ l'any. També cal destacar que actualment la incorporació de la cervesa sense alcohol es tradueix en xifres en un 10 % del consum en el conjunt de l'Estat. Pel que fa a l'exportació i importació també cal assenyalar que la importació s'ha reduït i l'exportació ha augmentat arribant a exportar 357.613 hectolitres.
A partir del 2005, amb la creació de la fàbrica Llúpols i Llevats, que comercialitza la cervesa Glops, a l'Hospitalet de Llobregat, s'ha produït una revolució sota l'etiqueta de cervesa artesana amb 111 fàbriques a l'estat espanyol el 2012.